# Coppa d'Albania di pallacanestro maschile
La Coppa d'Albania (sq: Kupa e basketbollit e Shqipërisë) di pallacanestro è un trofeo nazionale albanese organizzato annualmente dal 1951.

## Albo d'oro
- 1951  Partizani Tirana
- 1952  Partizani Tirana
- 1953-1955 non disputato
- 1956  Teuta Durrës
- 1957  Vllaznia
- 1958  Vllaznia
- 1959 non disputato
- 1960  Partizani Tirana
- 1961  PBC Tirana
- 1962  PBC Tirana
- 1963  PBC Tirana
- 1964 non disputato
- 1965  Teuta Durrës
- 1966  Vllaznia
- 1967  Vllaznia
- 1968  Vllaznia
- 1969  PBC Tirana
- 1970  Partizani Tirana
- 1971  PBC Tirana
- 1972  Partizani Tirana
- 1973  PBC Tirana
- 1974  Dinamo Tirana
- 1975  Partizani Tirana
- 1976  Partizani Tirana
- 1977  PBC Tirana
- 1978  Partizani Tirana
- 1979  Dinamo Tirana
- 1980  Partizani Tirana
- 1981  Vllaznia
- 1982  Partizani Tirana
- 1983  Partizani Tirana
- 1984  Partizani Tirana
- 1985  Vllaznia
- 1986  Dinamo Tirana
- 1987  Partizani Tirana
- 1988  PBC Tirana
- 1989  Partizani Tirana
- 1990  Partizani Tirana
- 1991  Dinamo Tirana
- 1992  Dinamo Tirana
- 1993  Dinamo Tirana
- 1994  Vllaznia
- 1995  Partizani Tirana
- 1996  Vllaznia
- 1997  Studenti Tirana
- 1998  Vllaznia
- 1999  Dinamo Tirana
- 2000  PBC Tirana
- 2001  PBC Tirana
- 2002  PBC Tirana
- 2003  Valbona
- 2004  Valbona
- 2005  Valbona
- 2006  Valbona
- 2007  PBC Tirana
- 2008  PBC Tirana
- 2009  PBC Tirana
- 2010  Studenti Tirana
- 2011  PBC Tirana
- 2012  PBC Tirana
- 2013  Kamza
- 2014  Vllaznia
- 2015  Vllaznia
- 2016  Kamza
- 2017  PBC Tirana
- 2018  PBC Tirana
- 2019  Teuta Durrës
- 2020  Goga Basket
- 2021  Teuta Durrës
- 2022  PBC Tirana
- 2023  Teuta Durrës
- 2024  PBC Tirana
- 2025  Besëlidhja

## Vittorie per club
| Squadra          | Vittorie | Anni |
| ---------------- | -------- | --- |
| PBC Tirana       | 20       | 1961, 1962, 1963, 1969, 1971, 1973, 1977, 1988, 2000, 2001, 2002, 2007, 2008, 2009, 2011, 2012, 2017, 2018, 2022, 2024 |
| Partizani Tirana | 16       | 1951, 1952, 1960, 1970, 1972, 1975, 1976, 1978, 1980, 1982, 1983, 1984, 1987, 1989, 1990, 1995                         |
| Vllaznia         | 12       | 1957, 1958, 1966, 1967, 1968, 1981, 1985, 1994, 1996, 1998, 2014, 2015                                                 |
| Dinamo Tirana    | 7        | 1974, 1979, 1986, 1991, 1992, 1993, 1999                                                                               |
| Kamza            | 5        | 2003, 2004, 2005, 2006, 2013                                                                                           |
| Teuta Durrës     | 5        | 1956, 1965, 2019, 2021, 2023                                                                                           |
| Studenti Tirana  | 2        | 2007, 2010 |
| Besëlidhja       | 1        | 2025 |
| Goga Basket      | 1        | 2020 |